# ソーダ工業

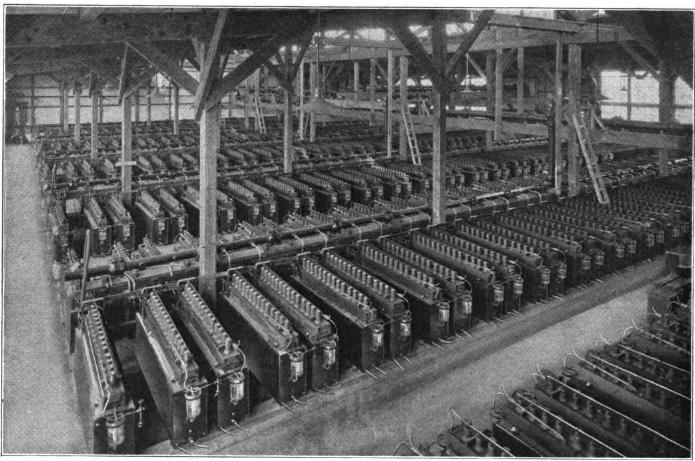
電解法によるソーダプラント

ソーダ工業（ソーダこうぎょう）は、無機化学工業の一分野であり、電解ソーダ工業とソーダ灰工業の総称である。塩化ナトリウムの分解により、水酸化ナトリウム（苛性ソーダ）、塩素、水素、炭酸ナトリウム（ソーダ灰）などの基礎化学原料を製造する。工業の発展により、水酸化ナトリウムに比べ塩素の需要が増すことから、国によっては塩素工業とも呼ぶ。

## 技術と製品
炭酸ナトリウムはソルベー法、水酸化ナトリウムと塩素は電解法により製造される。電解法はさらに隔膜法、水銀法、イオン交換膜法などに分類できる。隔膜法は電解槽の陽極側と陰極側をアスベストの隔膜で仕切るものであるが、溶液を濃縮して塩化ナトリウムを析出除去する工程でエネルギーを要することと、製品に塩化ナトリウムが残存し、品質が劣るという欠点がある。水銀法は電解槽の陰極に水銀を使用してナトリウムアマルガムを生成させ、純水で水銀とナトリウムアマルガムとの混合物を洗浄して水酸化ナトリウムを得る手法で、純度が高い水酸化ナトリウムが得られるが、水銀の毒性があることから日本では1986年を最後に行われなくなった。
日本での主流であるイオン交換膜法では、電解槽をフッ素系高分子ポリマー製のイオン交換膜で仕切り、陽極側に塩化ナトリウムの飽和水溶液、陰極側に純水を満たす。これに電流を通すと、陽極から塩素ガス、陰極から水素ガスが発生し、陰極側の液はイオン交換膜を透過したナトリウムイオンにより水酸化ナトリウム水溶液となる。水素ガスは洗浄・冷却を経て、圧縮水素としてボンベに詰めて出荷される。塩素ガスは洗浄・冷却・脱水を経て、ボンベに詰めた塩素ガスや液体塩素、塩化物などとして出荷される。水酸化ナトリウムは、蒸発缶で50 %まで濃縮した苛性ソーダ液、あるいは固形工程を経て、固体苛性ソーダとして出荷される。
イオン交換膜法で水酸化ナトリウムを1トン製造する場合、原料の塩化ナトリウム1.5トンと、約2,500 kWhの電力を必要とし、0.886トンの塩素と、0.025トンの水素が副生する。原料の電気分解に多くの電力を要するのが特徴であり、日本ではソーダ工業全体で年間あたり約100億kWhの電力を消費する。そのうち約9割が電気分解、残りがポンプ動力や工場の照明などに使われる。これはアルミニウム精錬、フェロアロイ工業、カーバイド工業に次いで大きなもので、日本の産業用電力の3 %、化学工業の消費電力の18 %を占める。自家発電比率は63 %で、産業用電力の自家発電比率31 %に比べ高い値となっている。24時間操業の工場では、電力需給調整の観点から夜間は主に電力会社の深夜電力を利用している。日本のソーダ工業の省エネ技術は世界で最も進んだものであり、電力原単位（水酸化ナトリウム1トンの製造に要する電力）は1965年度の3,465 kWh/tから2010年度の2,445 kWh/tまで減少した。これは、消費電力の少ないイオン交換膜法の普及によるものである。
その後も改良が進み2019年には電解槽の電流密度はついに6 kA/m2に達し、電力原単位で2000 kWh/tを下回るまでに減少した。
日本の化学メーカーの東亞合成とカネカは、燃料電池の技術を応用してさらに電力消費の少ないガス拡散電極法の実用化に向けた研究を進めている。これは水素ガスを併産しない代わり、電力消費量はイオン交換膜法に比べ2/3程度となる。
電解に要する理論電圧はイオン交換膜法・水銀法とも2.19 Vであるが、実際の槽電圧はこれよりも高くなり、水銀法で4.5 V （電流密度 12.0 kA/m2）、隔膜法で3.4 V （電流密度 3.4 kA/m2）、イオン交換膜法では3.1 - 3.15 V （電流密度 3 - 4 kA/m2時）であった。
イオン交換膜法の発展形として、ニッケル陰極を空気を供給するガス拡散電極に置き換え、陰極に集まる水素イオンによって供給された空気中の酸素を還元するガス拡散電極法（酸素減極法）がある。この方法だと水素を併産しないため理論電圧が水の理論分解電圧 (1.22 V) の分だけ削減される。実際の槽電圧は酸素の還元過電圧ぶんを差し引き、約0.8 V程度切り下げが可能である。イオン交換膜法で2.8 V程度まで下げることができたが、これをガス拡散電極に置き換えたパイロットスケールプラントでは、初期電圧で約2.1 V（電流密度 3 kAにおいて）を達成した。なお本法では電力原単位でおおよそ480 kWh/tの削減となるが、副生する高純度水素 約280 Nm3が失われるのと天秤にかける必要がある。なお削減した電力量を水素製造の電力原単位に換算すると約1.7 kWh/Nm3となり、水を直接電解する場合の水素製造電力原単位 4 kWh/Nm3弱に比べて著しく低い。
イオン交換膜法 ： {\displaystyle {\ce {NaCl + H2O -> NaOH + {\frac {1}{2}}Cl2 + {\frac {1}{2}}H2}}}
ガス拡散電極法 ： {\displaystyle {\ce {NaCl + {\frac {1}{2}}H2O + {\frac {1}{4}}O2 -> NaOH + {\frac {1}{2}}Cl2}}}
原料となる塩化ナトリウムは、2017年度の日本の全需要816万トンのうち74 %にあたる616.8万トンがソーダ工業用として消費された。海水塩はにがりが多く不向きであるため原料塩はすべて輸入で賄われており、産地はオーストラリア5割、メキシコ4割、インド1割で構成されている。製造コストに占める割合は、原料の輸入塩が1割強、電力が3割強となっている。
製品の需要は、水酸化ナトリウムでは化学薬品26 %、無機薬品15 %、紙パルプ工業11 %、水処理7 %、化学繊維・石油化学工業各4%など。塩素では塩化ビニル31 %、無機薬品9 %、塩素系溶剤8 %、クロロメタン7 %、酸化プロピレン6 %、ウレタン原料5 %など。炭酸ナトリウムはガラス製品32 %、板ガラス24 %、無機薬品11 %、石鹸および洗剤8 %、化学薬品7 %、鉄鋼5 %などとなっている。水素はボイラー燃料として自家消費されるほか、純度が高いことから半導体製造にも使われる。ソーダ工業自体は無機化学工業であるが、製品はこのように有機化学工業を含め、幅広い分野で使用される。

## 歴史
ソーダ工業の歴史は数千年前まで遡り、その頃エジプトで発見された天然ソーダを原料としたガラス製品が地中海沿岸で発展した。一方、油脂を木の灰と煮詰めた物の洗浄効果が発見され、これは石鹸の基となった。のちにソーダ原料として木灰より海草の灰が適していることが分かると、産地である地中海沿岸では16世紀から17世紀にかけてヨーロッパ主要国による争奪戦に発展した。スペイン継承戦争に敗れ、天然ソーダの主要産地であるスペインのバリラからの供給が断たれたフランス政府は1775年に製造法の懸賞を行った。ニコラ・ルブランは1783年にルブラン法を発明し、この懸賞に応募した。19世紀に入ると、ルブラン法はイギリスに伝わり、飛躍的に普及した。19世紀後期に大量の電力が得られるようになると、1890年にドイツで直立隔膜法、1891年にアメリカで水平隔膜法、1899年にイギリスで改良直立隔膜法が相次いで開発された。一方、ベルギーの化学者エルネスト・ソルベーは、コークスの燃焼により副生するアンモニアを使用して炭酸水素ナトリウムを製造するソルベー法を開発した。ソルベーは、ソルベー法技術の独立的組合組織であるソルベー・シンジケートを構築。同技術に着目したイギリスのブラナーとモンドはブラナモンド社 (Brunner Mond) を設立し、ソルベーに工業実施権を持たせる代わりに、販売権を一手に引き受けた。1890年、ルブラン法の事業者はユナイテッドアルカリ社 (United Alkali Company) を設立してこれに対抗したが、1907年には全世界のソーダ生産量の90%がソルベー・シンジケートによるものとなり、1926年には、ユナイテッドアルカリ社はブラナモンド社のグループに取り込まれ、ノーベル工業社 (Nobel Industries) 、イギリス染料社とともにインペリアル・ケミカル・インダストリーズ（ICI）を設立した。

### 日本における歴史

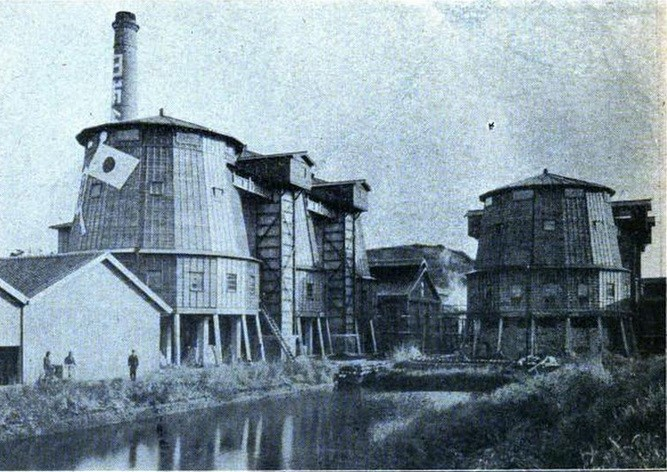
日本舎密工業 1908年頃

戦国時代末期、日本にガラスや石鹸が伝来し、江戸時代には国内で小規模な製造が行われた。本格的なソーダ工業が始まったのは明治時代に入ってからであり、1881年（明治14年）に大蔵省造幣寮（現在の造幣局）で、自家生産する硫酸の消費策として、肥料などとともに炭酸ナトリウムの製造を始めた。同年には大蔵省紙幣寮（現在の国立印刷局）も紙幣用紙の抄紙に必要な炭酸ナトリウムと次亜塩素酸カルシウムの製造を開始した。1885年、紙幣寮は東京の王子に新工場を建設し、炭酸ナトリウムや次亜塩素酸カルシウム、硫酸の本格的な製造を開始したが、造幣寮のソーダ事業は民間に移された。王子工場は1890年に宮内省御料局に移管されたのち、1895年にはソーダ部門を民間企業の関東硫曹株式会社（現在の日産化学）に払い下げた。製法は、当時としても時代遅れのルブラン法であり、国際競争力は劣っていた。民間でのソーダ事業は、1889年に日本舎密工業株式会社（現在の日産化学工業）が、山口県小野田村（現在の山陽小野田市）で硫酸とソーダの製造を開始したのが始まりである。1896年ごろから、多くの民間企業が電解法の研究を行ったが、発電機や電極、隔膜などの資材の入手が困難であったこと、ソルベー・シンジケートが製造方法を極秘にしていたことなどにより、成功には至らなかった。
1929年の昭和恐慌を機に、ICIは炭酸ナトリウムのダンピング攻勢を仕掛けてきたが、日本メーカーはすでに合理化により原価の引き下げを実現していたことと、1931年12月の金輸出禁止令により円が暴落したため失敗に終わった。水酸化ナトリウムについても、品質向上により日本メーカーがICIのシェアを奪っていった。そして1937年、ICIは日本市場から撤退し、日本メーカーによる国内市場独占に至った。
1914年（大正3年）に第一次世界大戦がはじまると、炭酸ナトリウムの輸入が激減し、価格が暴騰した。これを受け、1916年に旭硝子（現在のAGC）、1917年に台湾肥料、1918年に日本曹達工業（現在のトクヤマ。日本曹達とは別法人）が相次いでソルベー法の工場を建設した。1921年、鈴木商店系の太陽曹達がケニアのマガディ湖の天然ソーダ販売権を取得すると、日本であえて高コストな炭酸ナトリウムを製造する必要はないとする国産ソーダ灰産業無用論が巻き起こった。しかし、天然ソーダの品質上の問題や、ユダヤ系であるブラナモンド社とマガディ・ソーダ社がいつまで低価格で卸してくれるか不透明であることなどから国産ソーダ灰産業無用論は終息に至る。
第二次世界大戦後には日本独自の技術として、炭酸ナトリウムと、肥料の原料となる塩化アンモニウムを製造する「塩安併産法」が開発された。ポリ塩化ビニル樹脂の需要の伸びにより、1965年には塩素の需要が水酸化ナトリウムを上回るようになった。1966年、ソルベー法による水酸化ナトリウムの製造を終了し、電解法による製造に統一された。電解法のうち主流であった水銀法は、水銀による公害問題を受け、1973年に全て水銀不使用の方法に切り替えることが決定。1979年にイオン交換膜法による商業生産が開始し、1986年までに隔膜法およびイオン交換膜法に置き換えられた。1999年からは全量が、隔膜法に比べ低コストかつ高品質なイオン交換膜法での製造となっている。さらに、イオン交換膜法より消費電力の少ないガス拡散電極法も、2013年より東亞合成徳島工場を皮きりに商業運転が開始した。

## 日本のソーダ工業の現況
日本標準産業分類では、無機化学工業製品製造業の一分野として、分類コード1621が割り当てられている。
日本のソーダ工場は、コンビナート立地型と地域立地型に大別できる。前者は大規模な製造設備を有し、塩化ビニル工場への原料塩素の供給に重きを置いている。後者は北海道、福島県浜通り、北陸地方、九州地方など各地に位置し、工場の規模は中規模なものが多い。炭酸ナトリウム工場は1938年には11社が運営していたが、天然ソーダ灰との競争を経て、2012年現在は山口県周南市のトクヤマと宇部市のセントラル硝子の計2か所のみが稼働している。現在、日本でソーダ事業を行っている主要企業は、日本ソーダ工業会#会員を参照のこと。
2011年度の統計では、水酸化ナトリウムの生産量は約382万トンで、ピークの2004年以降減少傾向にある。日本国内の需要は341万トンで、2万4千トンが輸入され42万8千トンが輸出された。輸入量は増加傾向にある。塩素の生産量は334万トンであった。塩酸の生産量は合成塩酸82万5千トン・副生塩酸136万トンの、計219万トンで、合成塩酸は2005年以降増加傾向にあるのに対し、副生塩酸は2006年以降微減傾向にある。液体塩素は45万8千トンが生産されたが、1997年度の半分以下の量である。高度晒粉は2万5千トン、次亜塩素酸ナトリウム（濃度12%換算）は93万トンが生産された。炭酸ナトリウムは35万4千トンが生産されたが、最盛期の1979年の生産量140万トンに比べ約1/4の量となっている。輸入量は31万7千トンであったが、これもピークの2002年の6割強である。